# Potosi (Teksas)
Potosi – jednostka osadnicza w Stanach Zjednoczonych, w stanie Teksas, siedziba administracyjna hrabstwa Sabine.